# Sonne (Heraldik)

Sonnenfigur mit Gesicht

Die Sonne ist eine häufig verwendete gemeine Figur in der Heraldik. Wie in der realen Welt, wird auch die Darstellung einer aufgehenden und untergehenden Sonne in der Heraldik als besonderer Ausdruck des Wappenträgers genutzt. Ist die Sonne im rechten Obereck blasoniert, d. h. beschrieben, so ist sie aufgehend. Im linken Obereck wird dann von einer untergehenden Sonne gesprochen. Als Mittagssonne steht sie in der Mitte des Wappenschildes. Die Ausmalung des „Runds“ mit einem menschlichen Gesicht wird häufig in Wappen gezeigt und als gesichtet bezeichnet. Dagegen ist bei einem leeren Kreis die Sonne ungebildet oder ohne Gesicht. Der Sonnenkreis ist häufig metall-tingiert, also in Gold oder Silber. Die Anzahl der Strahlen, abwechselnd gerade und rund, sollte auf sechzehn begrenzt sein. Ist die Strahlenzahl gerade, sind sie strahlend, andernfalls werden sie als geflammt blasoniert. Die Sonne ist auch ein Synonym für -Licht, so im Bezirk Lichtenberg von Berlin. Lichtenfels (Oberfranken) umschreibt hier den Namen dagegen mit zwei Kerzen.
Die als Weiße Sonne bekannte Darstellung ist eine weiße zwölfstrahlige Sonne in Blau und war von 1928 bis 1949 im chinesischen Staatswappen. Jetzt ist diese nur noch auf der Fahne und im Wappen der Republik China (Taiwan) abgebildet.

## Beispiele

Sonne unter einem Dach: Redendes Wappen von Häuslingen in Verwechselten Farben
Zwölfstrahlige Sonne mit weißer Korona: Essen-Schönebeck
Mittagssonne im Wappen von Sonnenberg (Vechelde)
Mittagssonne im Wappen von Nüziders
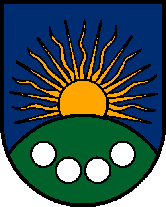
Mittagssonne im Wappen von Sonnberg im Mühlkreis
Umfassend in Sommerland
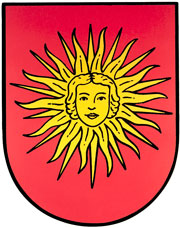
Sonnenfigur (Gesicht) im Wappen von Wiesbaden-Sonnenberg
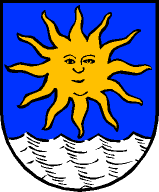
Sonnenfigur im Wappen von Sankt Gilgen
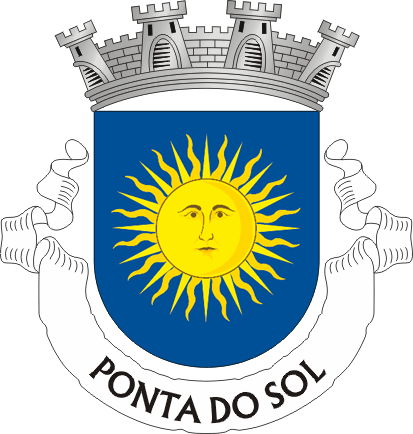
Ponta do Sol auf Madeira
Sonnenfigur im Wappen der Gemeinde Zwischbergen, Schweiz
Sonnenfigur im Wappen der Gemeinde Beaulieu-sur-Mer, Frankreich
Sonnenfigur im Wappen des Jan Zyndram von Maszkowic und von Nérac (Lot-et-Garonne)
Sonnenfigur im Wappen von Kamjanez-Podilskyj
Moderne Darstellung im Wappen von Kemmental TG
Sonne bescheint die Rebflächen im Donnersbergkreis
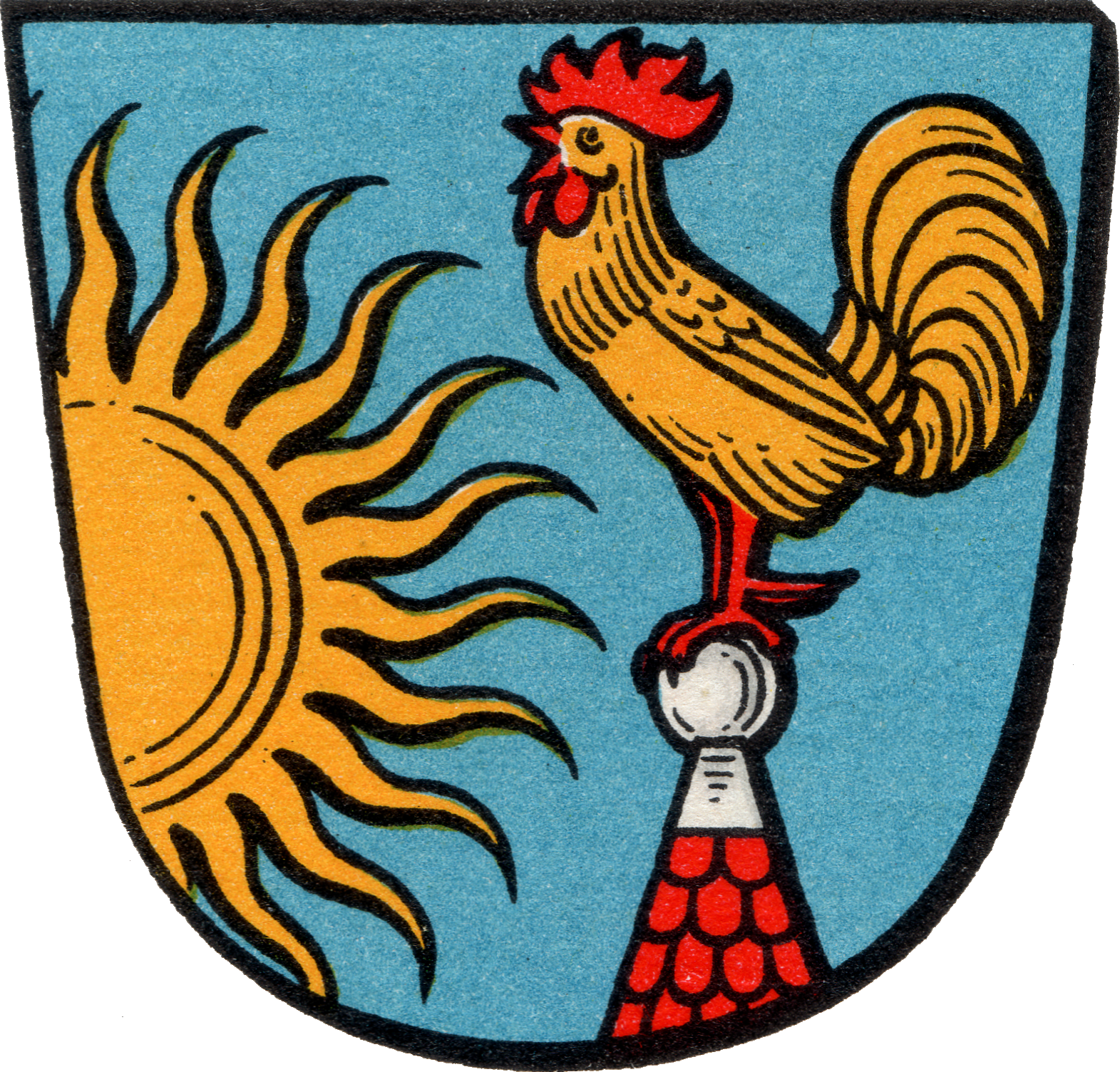
redend in mehrfacher Hinsicht: Lenzhahn
Siders VS: Mit Strahlen und Gesicht
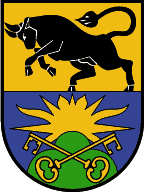
Schruns: hinter Dreiberg
Sonne im Wappen von Sonnenberg-Winnenberg
Bad Karlshafen: Aufgehende goldene Sonne mit hessischem Löwen
Symbol der Jesuiten

Aufgehende Sonne im kleinen Wappen Lettlands
Weiße Sonne im Hoheitszeichen der Republik China
Flagge Nordmazedoniens
Flagge Tibets